# Лющикская волость

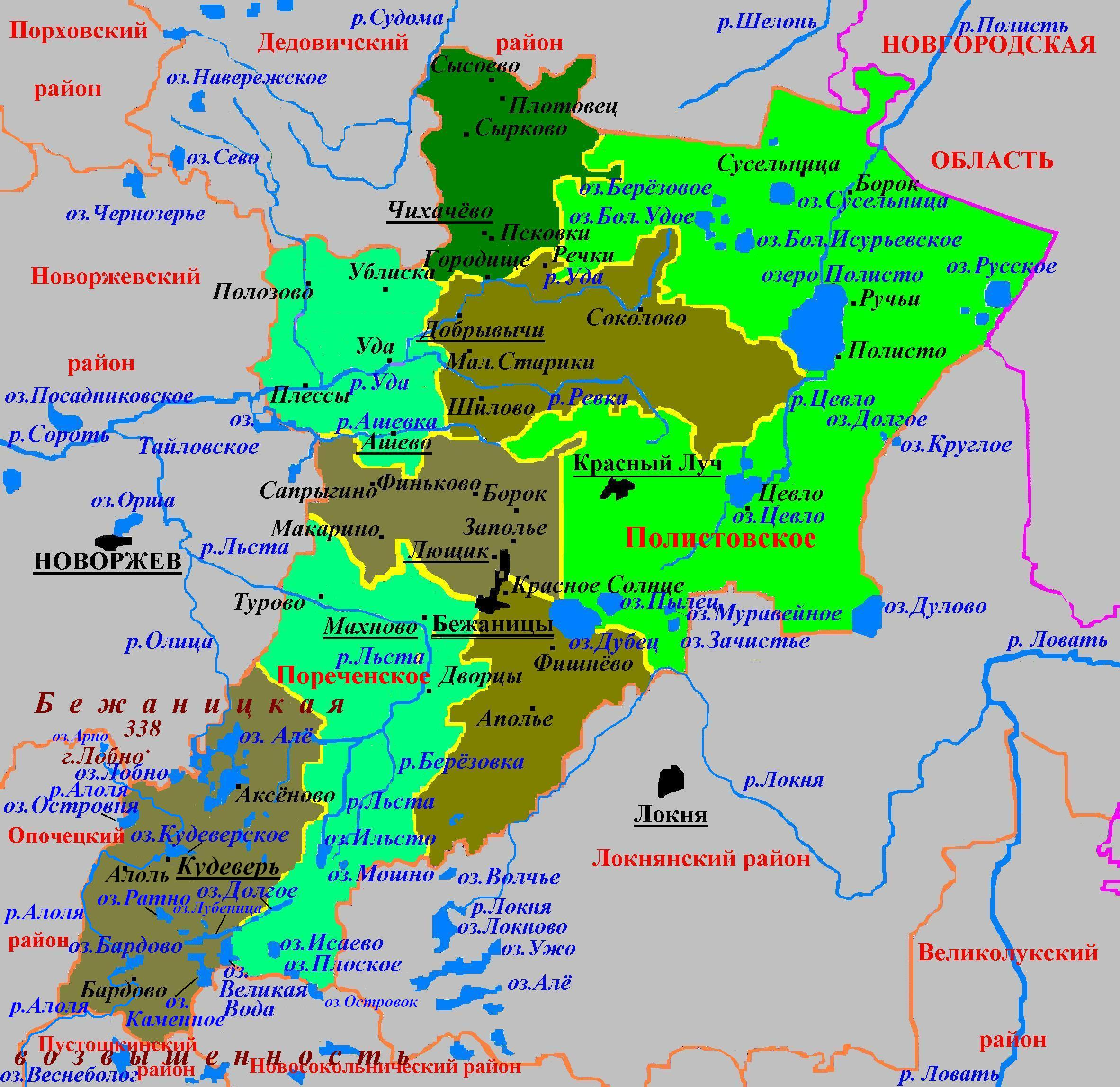
Административное деление Бежаницкого района в 2010—2015 гг.

Лющикская волость — административно-территориальная единица 3-го уровня и муниципальное образование со статусом сельского поселения в Бежаницком районе Псковской области России.
Административный центр — деревня Лющик.

## География
Территория волости граничит на севере с сельским поселением Чихачёвское (бывшие Добрывичская волость, Чихачёвская волость и Ашевское), на востоке — с сельским поселением Полистовское (бывшие сельское поселение Цевельская волость и городское поселение Красный Луч), на юге — с городским поселением Бежаницы и сельским поселением Бежаницкое (бывшие сельские поселения Бежаницкая волость, Кудеверская волость и Пореченское), на западе — с Новоржевским районом.

## Население
| 2002  | 2010  | 2012  | 2013  | 2014  | 2015  | 2016  |
| ----- | ----- | ----- | ----- | ----- | ----- | ----- |
| 1505  | ↘1345 | ↘1311 | ↘1288 | ↘1241 | ↘1194 | ↘1156 |
| 2017  | 2018  | 2019  | 2020  | 2021  |       |       |
| ↘1129 | ↘1090 | ↘1050 | ↘1022 | ↗1211 |       |       |

## Населённые пункты
В состав Лющикской волости входят 54 деревни:
| №  | Населённый пункт    | Тип     | Население |
| -- | ------------------- | ------- | --------- |
| 1  | Амшага              | деревня | ↗3        |
| 2  | Большая Рудница     | деревня | ↘20       |
| 3  | Большое Гагрино     | деревня | ↘0        |
| 4  | Борок               | деревня | ↘7        |
| 5  | Брылино             | деревня | ↘7        |
| 6  | Верховинино         | деревня | ↗1        |
| 7  | Глодово             | деревня | ↘0        |
| 8  | Гора                | деревня | ↘125      |
| 9  | Грудиново           | деревня | ↘8        |
| 10 | Залешье             | деревня | →3        |
| 11 | Заполье             | деревня | ↘136      |
| 12 | Заход               | деревня | ↘7        |
| 13 | Заход Горский       | деревня | ↘3        |
| 14 | Завещевье           | деревня | ↘4        |
| 15 | Ивахново            | деревня | →4        |
| 16 | Игнашово            | деревня | ↘4        |
| 17 | Калинино            | деревня | ↘19       |
| 18 | Клескино            | деревня | ↘1        |
| 19 | Коромыслово         | деревня | →0        |
| 20 | Коскино-1           | деревня | ↗8        |
| 21 | Коскино-2           | деревня | →51       |
| 22 | Латково             | деревня | ↘0        |
| 23 | Липовец Горский     | деревня | ↘10       |
| 24 | Липовец Завещевский | деревня | ↘12       |
| 25 | Лифаново            | деревня | ↘9        |
| 26 | Лужница             | деревня | ↘4        |
| 27 | Лющик               | деревня | ↘599      |
| 28 | Макарино            | деревня | ↘6        |
| 29 | Малое Гагрино       | деревня | →4        |
| 30 | Машково             | деревня | ↘4        |
| 31 | Павлово             | деревня | ↘0        |
| 32 | Перхово             | деревня | →0        |
| 33 | Петешкино           | деревня | →0        |
| 34 | Подсосонье          | деревня | ↘0        |
| 35 | Рабочий Посёлок     | деревня | ↘8        |
| 36 | Роголево            | деревня | ↘9        |
| 37 | Родиошково          | деревня | ↘0        |
| 38 | Сапрыгино           | деревня | ↘71       |
| 39 | Серяки              | деревня | ↘1        |
| 40 | Сменово             | деревня | ↘8        |
| 41 | Суслово             | деревня | ↘8        |
| 42 | Сысоево             | деревня | ↘8        |
| 43 | Успенье             | деревня | ↘1        |
| 44 | Федово              | деревня | ↘10       |
| 45 | Федьково            | деревня | →1        |
| 46 | Федяково            | деревня | ↘8        |
| 47 | Фешково             | деревня | ↘11       |
| 48 | Филино              | деревня | ↘1        |
| 49 | Финьково            | деревня | ↘80       |
| 50 | Хряпьево            | деревня | ↘35       |
| 51 | Шашаново            | деревня | ↘0        |
| 52 | Шунцево             | деревня | ↘1        |
| 53 | Юшковы Села         | деревня | ↘24       |
| 54 | Яхново              | деревня | ↘1        |

## История
Постановлением Псковского областного Собрания депутатов от 26 января 1995 года все сельсоветы в Псковской области были переименованы в волости, в том числе Лющикский сельсовет был превращён в Лющикскую волость.
Законом Псковской области от 28 февраля 2005 года в границах волости было также создано муниципальное образование Лющикская волость со статусом сельского поселения с 1 января 2006 года в составе муниципального образования Бежаницкий район со статусом муниципального района.